# 利文斯頓 (喬治亞州)
利文斯頓（英語：Livingston）是位於美國喬治亞州弗洛伊德縣的一個非建制地區。該地的面積和人口皆未知。

## 地理
利文斯頓的座標為34°12′46″N 85°20′55″W / 34.21278°N 85.34861°W，而該地的平均海拔高度為211米（即692英尺）。